# 張惠平
張惠平（Esther H. Chang），美國奈米醫學家，現任喬治城大學教授、SynerGene Therapeutics公司創始科學家。

## 生涯
張惠平畢業於台灣輔仁大學生物系（現生科系），是美國南伊利諾大學博士。她曾在美國國立衛生研究院，國家癌症研究所（NCI），史丹佛大學醫院任職。
張惠平於1996年加入喬治城大學Lombard綜合癌症中心，擔任腫瘤學和耳鼻咽喉科教授。

## 貢獻
張惠平創新的標靶奈米傳遞癌症治療法（target delivery nano-cancer treatment method）減少了治療劑對正常細胞的毒性。換句話說，在癌症的治療過程中，奈米療法不僅沒有引起嚴重的副作用，而且產生了優異的療效。這項新療法於2014年通過了美國的第一階段臨床試驗，並獲得美國食品藥品監督管理局（FDA）批准，進入人體臨床試驗的第二階段。

## 榮譽
- 1999年 - 輔仁大學傑出校友[1]
- 2014年 - 美國奈米醫學會終生成就獎[4]

## 外部鏈結
- Esther Chang: Georgetown University
- Esther H. CHANG | Georgetown University, Washington, D.C. | GU